# Yvan Garofalo
Pour les articles homonymes, voir Garofalo.
Yvan Garofalo, né le 24 juillet 1934 à Pomérols et mort le 17 juin 2011 à Monaco, est un footballeur français évoluant au poste de gardien de but.

## Biographie
Yvan Garofalo joue principalement en faveur des clubs de l'AS Monaco et du SC Toulon.
Il dispute 116 matchs en Division 1 et approximativement 200 matchs en Division 2.
Il joue un match en Coupe d'Europe des clubs champions lors de la saison 1961-1962 avec le club monégasque.

## Palmarès
- AS Monaco :
  - Champion de France en 1961
  - Vainqueur de la Coupe Charles Drago en 1961 (ne joue pas la finale)